# 在大阪シンガポール共和国領事館
もしかして
- 在大阪シンガポール共和国総領事館

ではありませんか？